# Ludwig von Anhalt-Köthen (1778–1802)
Ludwig von Anhalt-Köthen (* 25. September 1778 in Köthen; † 16. September 1802 ebenda) war ein deutscher Prinz.
Er war der jüngste Sohn von Karl Georg Lebrecht (1730–1789) und dessen Frau Luise von Holstein-Sonderburg-Glücksburg (1749–1812).

## Leben
Er stand ab 1798 als Major im Regiment des Königs in dänischen Diensten, wo er seine militärische Ausbildung erhielt. 1801 quittierte er den Dienst und ging in preußische Dienste.
Nachdem sein Bruder Karl Wilhelm 1793 bei Avesnes gefallen war, war Ludwig als Nachfolger seines älteren Bruders August vorgesehen. Dieser war kinderlos als Ludwig überraschend starb. So wurde sein Sohn Ludwig August dessen Erbe.

## Familie
Prinz Ludwig heiratete am 20. September 1800 Prinzessin Luise Karoline Theodora Amalie von Hessen-Darmstadt (* 15. Januar 1779; † 18. April 1811). Sie war die Tochter von Ludwig I. Das Paar hatte folgende Kinder:
- Friedrich Wilhelm August (* 7. Juli 1801; † 29. Oktober 1801)
- Ludwig August Karl Friedrich Emil (* 20. September 1802; † 18. Dezember 1818)

## Denkmal
Der Charlottenburger Bildhauer Hans Arnold schuf das Denkmal für Prinz Ludwig, das am 21. Juni 1907 in Köthen feierlich enthüllt wurde.